# Ordre de l'Honneur (Grèce)
Pour les articles homonymes, voir Ordre de l'Honneur.
L’ordre de l'Honneur est une distinction honorifique de Grèce. Il vient en deuxième rang après l'ordre du Sauveur, et a été créé en 1975, en remplacement de l'ordre royal de Georges Ier aboli. 
Il est conféré par le gouvernement grec aux « citoyens grecs qui se distinguent dans les luttes pour la patrie, aux cadres supérieurs de l'administration publique, aux personnalités éminentes des arts et des lettres ainsi qu'aux scientifiques éminents ou aux personnalités éminentes dans le domaine de le commerce, de la navigation et de l'industrie, ainsi qu'aux étrangers qui, en raison de leur position distinguée, ont contribué à la promotion de la Grèce ».

## Histoire
Lorsque le régime militaire grec au pouvoir a aboli la monarchie en juin 1973, les deux ordres associés à la monarchie, à savoir l'ordre de Georges Ier et l'ordre de la Bienfaisance, ont été abolis, par la loi 179 du 25 septembre 1973. L'ordre de George I devait être remplacé par un « ordre d'Honneur » nouvellement constitué, mais il n'avait pas été réalisé avant la chute du régime un an plus tard.
Après le rétablissement du régime démocratique, la loi 106 du 7 août 1975 sur les ordres d'excellence régla la nouvelle structure d'ordre de la République hellénique et confirma l'établissement de l'ordre de l'Honneur, pour être classé deuxième hiérarchiquement après l'ordre du Sauveur. Une compétition a suivi pour la conception de la nouvelle décoration, remportée par Konstantinos Kontopanos. Sa conception a été finalisée dans le décret présidentiel n°849 du 11 novembre 1975. Le dessin original différait du dessin actuel : la tête d'Athéna était de conception différente, la devise était absente, et les lettres ΕΔ étaient entrelacées, les initiales de ΕΛΛΗΝΙΚΗ ΔΗΜΟΚΡΑΤΙΑ étaient placées entre les bras de la croix. L'insigne comportait une bande blanche circulaire avec les mots ΕΛΛΗΝΙΚΗ ΔΗΜΟΚΡΑΤΙΑ. De plus, les croix étaient suspendues à une couronne de laurier ovale. 
L'apparence générale et la qualité des premières conceptions ont été jugées insatisfaisantes, et à la fin de 1976, la firme française Arthus Bertrand a été chargée de faire un nouveau design, sans le ΕΔ, et sans l'émail, donnant à la croix bleue un aspect plus mat. Le design français présentait également une nouvelle forme de l'insigne étoile, sous la forme d'une étoile à huit branches, sur laquelle tout l'insigne de la croix était placé, tandis que le dessin original était à quatre pointes et ne comportait que le disque central de la croix. Cette conception a été officiellement adoptée en mai 1977 (décret présidentiel n°428), et l'entreprise française a fourni deux lots d'ordres jusqu'en 1978. 
En 1980, une demande a été faite à une entreprise grecque pour la réalisation de 200 croix d'un dessin simplifié, mais le résultat était encore loin d'être satisfaisant: ce type présentait une nuance de bleu violacé, et la tête d'Athéna était retournée et de mauvaise qualité. La situation a finalement été résolue en octobre 1984, avec le décret présidentiel 485, qui a établi la conception actuelle comme finale. Depuis 1984, les commandes accordées par le ministère grec des Affaires étrangères et la présidence de la République ont été fabriquées par l'entreprise suisse Huguenin Medailleurs, tandis que les ordres donnés au personnel des forces armées et de sécurité grecques étaient de fabrication locale.

## Grades
- Grand Croix (Μεγαλόσταυρος) - Le badge se pose sur une écharpe sur l'épaule droite, et l'étoile sur la poitrine gauche
- Grand Commandeur (Ανώτερος Ταξιάρχης) - Le badge se pose autour du cou, et l'étoile sur la poitrine gauche
- Commandeur (Ταξιάρχης) - Le badge se pose autour du cou
- Croix d'Or (Χρυσός Σταυρός) - Le badge se pose sur un ruban sur la poitrine gauche
- Croix d'Argent (Αργυρός Σταυρός) - Le badge se pose sur un ruban sur la poitrine gauche

| Rubans portés sur les uniformes | Rubans portés sur les uniformes | Rubans portés sur les uniformes | Rubans portés sur les uniformes | Rubans portés sur les uniformes |
| ------------------------------- | ------------------------------- | ------------------------------- | ------------------------------- | ------------------------------- |
| Grand Croix                     | Grand Commandeur                | Commandeur                      | Croix d'Or                      | Croix d'Argent                  |